# Estação Europa - Fira

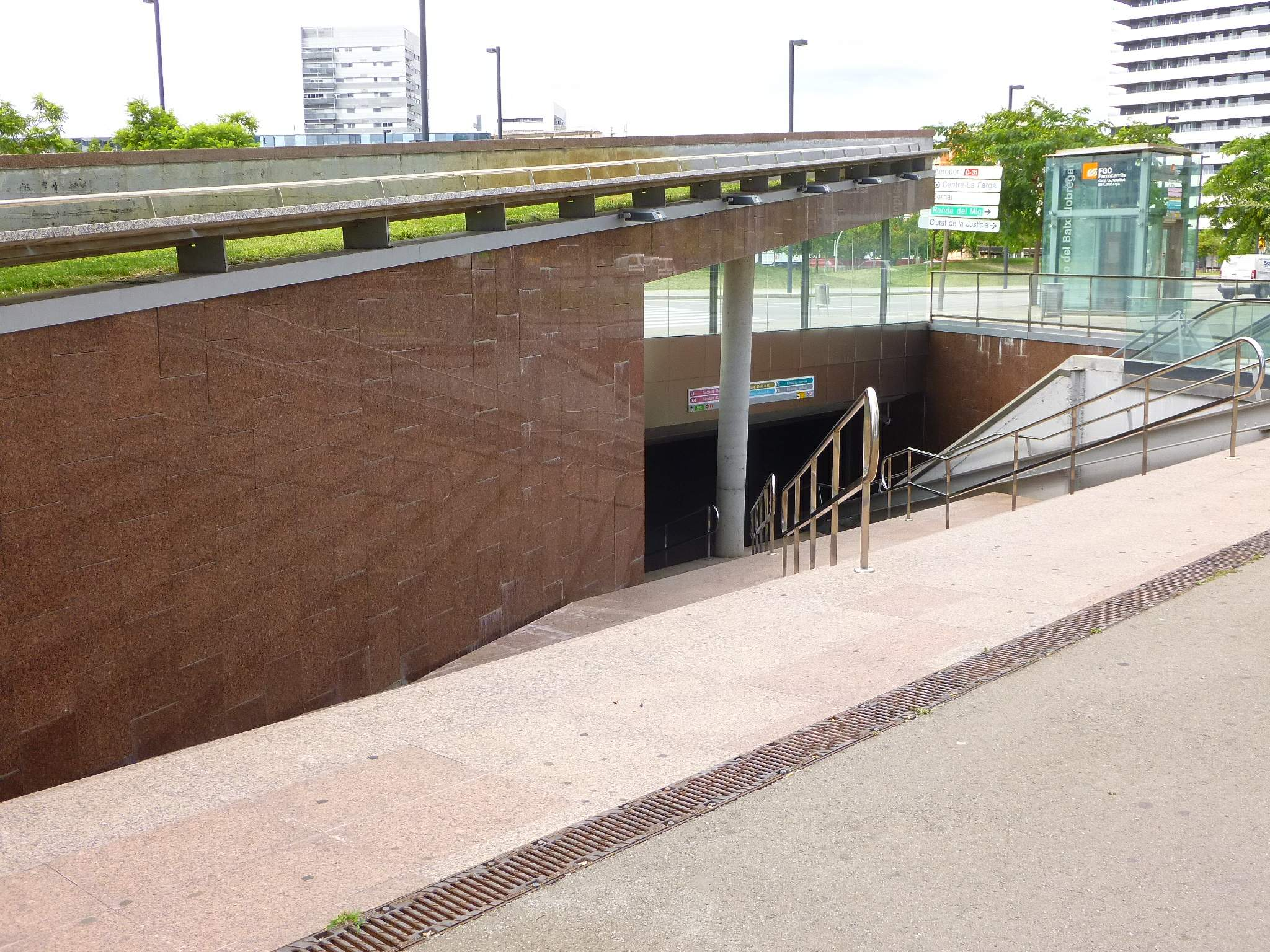
Acesso à estação.

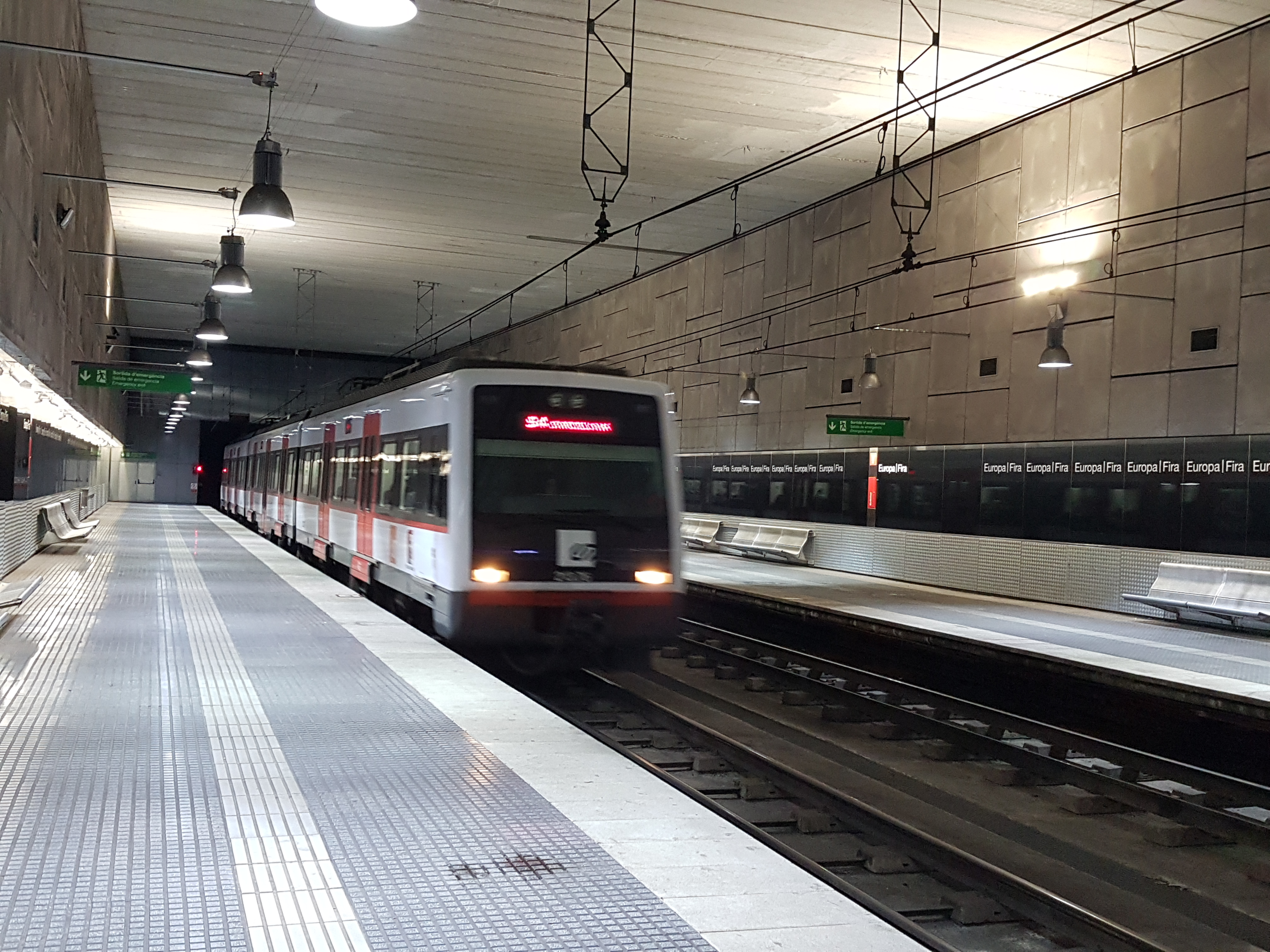
Plataformas de embarque.

Europa | Fira é uma estação da linha Linha 8 e Linha 9 do Metro de Barcelona, atendendo também as linhas S3, S4, S8, S9, R5, R6, R50 e R60 da linha FGC Llobregat-Anoia localizada abaixo da Plaza Europa na Gran Vía em Hospitalet de Llobregat.
A estação foi inaugurada em Maio de 2007, entre as estações Ildefons Cerdà e Gornal e foi ampliada para se conectar com a linha 9 do TMB. Os acessos são pela Gran Vía de Hospitalet de Llobregat, com as ruas Independència e Amadeu Torner. Esta estação abriu ao público em 12 de fevereiro de 2016.

## Facilidades
- acesso a telefone celular;
- Barcelona;  Espanha,  Catalunha.